# Albine
 Albine  là một xã of uTarn tỉnh ở miền nam nước Pháp. Xã này nằm ở khu vực có độ cao trung bình 325 mét trên mực nước biển.
Sông Thoré tạo thành ranh giới phía bắc thị trấn.